# Aleeya Sibbons
Aleeya Sibbons (5 de noviembre de 2002) es una deportista británica que compite en atletismo, especialista en las carreras de velocidad. Ganó una medalla de bronce en el Relevos Mundiales 2024, en la prueba de 4 × 100 m.

## Palmarés internacional
| Relevos Mundiales | Relevos Mundiales | Relevos Mundiales | Relevos Mundiales |
| Año               | Lugar             | Medalla           | Prueba            |
| ----------------- | ----------------- | ----------------- | ----------------- |
| 2024              | Nasáu (Bahamas)   | Medalla de bronce | 4 × 100 m         |